# Ernest Denhoff (zm. 1693)
Ernest Denhoff, właśc. Dönhoff (ok. 1630–1693) – pułkownik regimentu pieszego gwardii królewskiej 1666 r., generał major wojsk koronnych 1670 r., łowczy wielki litewski 1676 r., kasztelan wileński 1683 r., generał lejtnant wojsk koronnych, wojewoda malborski 1685 r., marszałek dworu królowej 1687 r., starosta kiszporski (dzierzgoński), generał lejtnant, leśniczy białowieski w latach 1680-1693.
Dowódca piechoty w odsieczy wiedeńskiej 1683, zaufany Jana III Sobieskiego. Wychowany jako kalwinista, przeszedł z kalwinizmu na katolicyzm, co umożliwiło mu awans do senatu.
Był członkiem konfederacji malkontentów w 1672 roku. 